# 梅洲乡
梅洲乡是中国福建省漳州市诏安县下辖的一个乡。

## 行政区划
梅洲乡共辖7个行政村，分别是：
梅洲村、梅东村、梅南村、梅西村、梅北村、梅溪村、梅山村、梅州华侨农场。